# Стефано Беллоне
Стефано Беллоне (італ. Stefano Bellone, нар. 23 квітня 1955, Мілан, Італія) — італійський фехтувальник на шпагах, бронзовий призер Олімпійських ігор 1984 року.

## Виступи на Олімпіадах
| Олімпіада         | Дисципліна          | Місце |
| ----------------- | ------------------- | ----- |
| Москва 1980       | індивідуальна шпага | 13    |
| Лос-Анджелес 1984 | індивідуальна шпага | 4     |
| Лос-Анджелес 1984 | командна шпага      | 3     |
| Сеул 1988         | командна шпага      | 4     |